# Muanza
Muanza é uma vila de Moçambique, sede do distrito do mesmo nome na província de Sofala.  Está situada a 162 km  a norte da cidade da Beira, encravada na vasta floresta de Cheringoma e situada ao longo do Caminho de Ferro de Sena, que liga o Dondo a Moatize e ao Maláui, e da N282 (Inhamitanga-Dondo).
A povoação tem uma dimensão demográfica muito reduzida, não sendo mesmo oficialmente considerada vila, embora o termo seja usado em documentos oficiais.